# Julia Kremser
Julia Kremser (* 6. August 1984 in München) ist eine ehemalige deutsche Fußballspielerin. 

## Karriere
Kremser begann das Fußballspielen beim 1. FC Gröbenzell in der gleichnamigen Gemeinde im oberbayerischen Landkreis Fürstenfeldbruck und setzte es in der Jugendabteilung des FC Bayern München fort. Dem Jugendalter entwachsen, rückte sie zur Saison 2002/03 in die zweite Mannschaft auf, die in der seinerzeit zweitklassigen Regionalliga Süd aufgestiegen war und nach nur einer Saison in die Bayernliga absteigen musste. Noch als Spielerin der zweiten Mannschaft bestritt sie für die erste Mannschaft am 3. November 2002 (8. Spieltag) ihr erstes Bundesligaspiel. Im Apollinarisstadion in Bad Neuenahr-Ahrweiler wurde sie für Sonja Spieler in der 85. Minute eingewechselt und erlebte den 3:2-Sieg über den SC 07 Bad Neuenahr hautnah. In den beiden Spielzeiten in der Bayernliga wurde sie in der Saison 2004/05 in drei weiteren Bundesligaspielen eingesetzt, bevor sie zur Saison 2005/06 in die erste Mannschaft aufrückte. 
In den zwölf Bundesligaspielen, in denen sie zum Einsatz kam, erzielte sie am 14. Mai 2006 (20. Spieltag), beim 2:2-Unentschieden im Auswärtsspiel gegen den FFC Heike Rheine mit dem Treffer zum Endstand in der 87. Minute, ihr erstes Bundesligator. In der Folgesaison absolvierte sie ebenfalls zwölf Bundesligaspiele und erstmals auch ein Spiel im WM-Überbrückungsturnier, das am 23. September 2007 im Gruppenspiel mit 4:0 gegen den SC Freiburg gewonnen wurde. Ihr letztes von drei Punktspielen bestritt sie in ihrer dritten Spielzeit am 15. Juni 2008 (22. Spieltag) bei der 0:2-Niederlage im Heimspiel gegen den FCR 2001 Duisburg. 
Danach spielte sie die Hinrunde der Saison 2008/09 erneut für den FC Bayern München II und hatte damit auch Anteil am Gewinn der Meisterschaft, bevor sie in der Winterpause vom Zweitligisten FFC Wacker München verpflichtet wurde. Von Januar 2009 bis Juni 2012 gehörte sie dem Verein an, der am Saisonende 2009/10 als Zehntplatzierter von zwölf teilnehmenden Mannschaften in den zwei Spielen der Abstiegsrelegation mit 0:1 gegen Holstein Kiel durch das Tor von Kati Krohn in der 17. Minute unterlag. Ihre letzten beiden Spielzeiten bestritt sie für die Münchnerinnen daher in der mittlerweile drittklassigen Regionalliga Süd – 36 Mal kam sie in Punktspielen zum Einsatz und beendete mit ihrem letzten Spiel am 20. Mai 2012 (18. Spieltag) bei der 0:5-Niederlage im Auswärtsspiel gegen den TSV Jahn Calden ihre aktive Fußballerkarriere. Mit demselben Ergebnis endete auch ihr einziges DFB-Pokalspiel am 8. August 2010 beim Erstrunden-Aus gegen den 1. FC Saarbrücken. 

## Erfolge
- Regionalligameister Süd 2009